# Gadus chalcogrammus
Gadus chalcogrammus (Pallas, 1814) spesso noto con il sinonimo di Theragra chalcogramma, conosciuto commercialmente come merluzzo d'Alaska o pollock d'Alaska è un pesce osseo di mare della famiglia Gadidae.

## Descrizione
L'aspetto di questo animale si può dire intermedio tra quello del merluzzo bianco, rispetto al quale è più allungato, e quello dei Pollachius. Ha tre pinne dorsali, separate da uno spazio, e due pinne anali. Le pinne pettorali sono ampie; le pinne ventrali hanno un filamento. La pinna caudale è tronca. Sul mento è presente un brevissimo barbiglio. La bocca è ampia, incisa quasi orizzontalmente. La linea laterale si interrompe all'altezza della prima pinna dorsale, lungo il resto del corpo è interrotta a brevi intervalli e non continua. Alcuni canali sensoriali della linea laterali sono presenti sul capo. Il colore è bruno o olivastro sul dorso, argenteo sui fianchi e biancastro sul ventre. Sui fianchi sono in genere presenti macchie irregolari di colore bruno, talvolta raggruppate in una fascia longitudinale. Le pinne sono scure.
La taglia massima è di 91 cm, il peso massimo noto di 3,9 kg.

## Distribuzione e habitat
È endemico del nord dell'Oceano Pacifico a sud fino al mar del Giappone e alla città di Carmel-by-the-Sea in California. Le segnalazioni dal golfo di California sembrano essere erronee. Vive in acque profonde tra 30 e i 1280 metri ma di solito si trova sopra i 400 metri. Fa vita demersale e affronta migrazioni giornaliere verso la superficie.

## Biologia
La longevità massima nota è di 28 anni.

### Alimentazione
Il krill rappresenta una frazione importante della dieta dell'adulto, che consuma inoltre gamberetti, misidi, ammoditi, sperlani, salmoni, aringhe e capelin.

### Riproduzione
La riproduzione avviene nei mesi invernali a profondità da 50 a 250 metri; durata e periodo variano con la latitudine, all'estremo nord, ad esempio, avviene fino ad agosto. Per la frega si riuniscono banchi imponenti. La fecondità è impressionante: una femmina depone fino a 15 milioni di uova. L'accrescimento è molto rapido e la maturità è raggiunta a un'età di 3/4 anni, quando la lunghezza del pesce è di 30–38 cm.

## Pesca

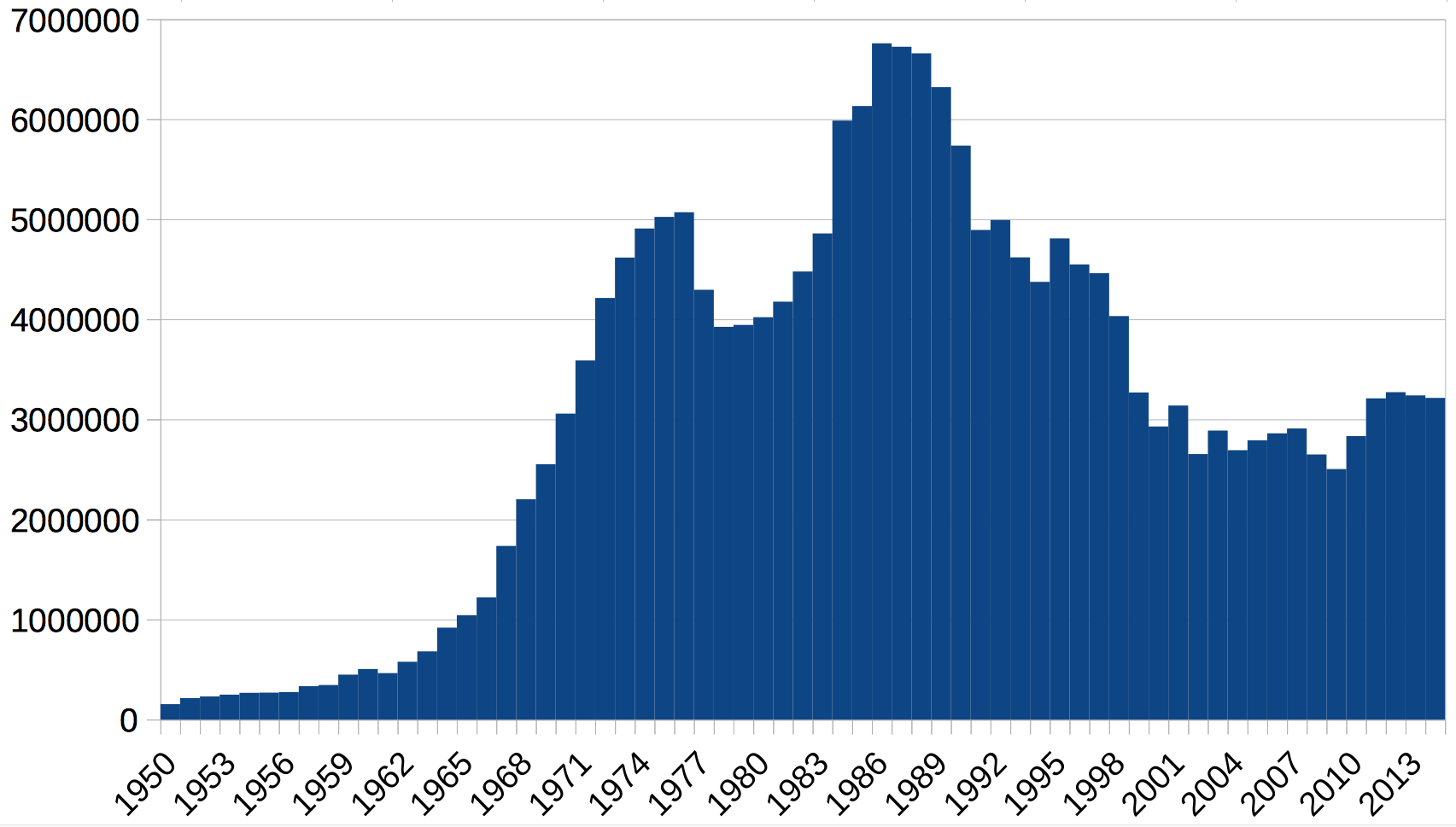
Diagramma con pesca globale di Alaska Pollock dal 1950 al 2010

Il pollack d'Alaska costituisce una delle specie ittiche demersali più catturate nel mondo e uno dei prodotti della pesca più importanti in assoluto. Le quantità pescate hanno visto un incremento continuo fino al 1986 quando è iniziato un trend negativo che però sembra essersi interrotto da metà degli anni '90. I banchi di pesca più ricchi sono situati nel mar di Bering e nel golfo dell'Alaska. Le tecniche di pesca più usate sono le reti a strascico, le reti da circuizione e i palamiti mentre le reti da posta sono usate di rado e solo in zone costiere. Gli stati che catturano le maggiori quantità sono la Russia e gli Stati Uniti. 
Gli stock del mar di Bering e del golfo dell'Alaska sono dotati della certificazione MSC di sostenibilità della pesca. Per questa pesca sostenibile l'impiego di reti a strascico è proibito  per il grave impatto che ha sull'ecosistema dei fondali. Vengono usate reti da traino pelagiche, ossia sospese nell'acqua senza toccare il fondo.

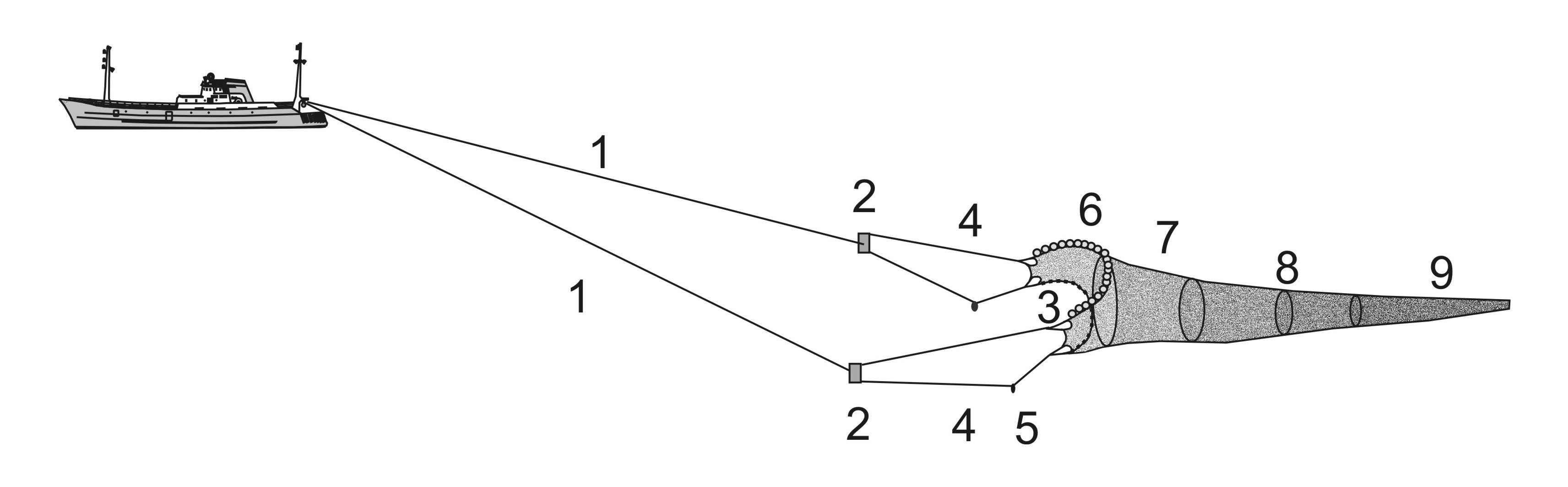
Rete da traino pelagica

Le carni sono buone e sono il principale costituente del surimi. Viene frequentemente esportata congelata in Europa come filetti, bastoncini di pesce e molte altre preparazioni.

## Tassonomia
Nonostante il nome comune possa indurre in inganno, non è un pesce del genere Pollachius; la specie non è pertanto da confondersi con il Pollachius pollachius, che ha un nome comune simile, pollack.